# Астрахань (футбольный клуб)
«А́страхань» — российский футбольный клуб из одноимённого города. Основан в 1931 году при Судоремонтном заводе имени Сталина. Во втором по значимости дивизионе России выступал в 2000—2016 годах и с сезона-2023.

## Названия
- 1931—1945 — Команда судоремонтного завода имени Сталина.
- 1946—1957 — Команда судостроительного завода имени Сталина.
- 1958—1965 — Команда судостроительного завода.
- 1965—1976 — Команда Астраханского морского судостроительного завода.
- 1976—2007 — «Судостроитель».
- с 2008 — «Астрахань».

## История
Команда была основана в 1931 году при судоремонтном заводе имени Сталина. Домашние матчи проводит на одноимённом городском стадионе. Изначально называлась «Команда судостроительного завода имени Сталина», в 1958 году убрала из своего названия фамилию Сталина.
В 1965 году сменила название на «Команда Астраханского морского судостроительного завода». В 1976 году стала называться «Судостроитель». С 2008 года клуб стал носить название города и полностью финансироваться из муниципального бюджета.
Команда 13 раз становилась чемпионом города и 20 раз выигрывала Кубок города. В профессиональном статусе клуб выступал с 2000 года.
Первый сезон во Втором дивизионе клуб закончил на 11-м месте, лучшим бомбардиром команды в этом сезоне стал А. Бочарников, забивший 17 мячей. До 2010 года астраханцы лишь дважды смогли войти в десятку сильнейших клубов первенства (в 2001 и 2009 годах).
В сезоне-2010, набрав 58 очков, стали четвёртыми, в следующем сезоне-2011/12 — шестыми, через год — вновь четвёртыми. В 2014 году «Астрахань» финишировала на 7-м месте с 51-м набранным очком, в сезоне 2014/15 она заняла 15-е место. По итогам сезона-2015/16 команда заняла предпоследнее, 13-е место.
Незадолго до начала сезона-2016/17 клуб известил Профессиональную футбольную лигу о снятии с соревнований Первенства и Кубка России, также сообщалось о прекращении существования клуба.
Официальная причина, озвученная учредителями клуба в СМИ, — отсутствие домашней арены для проведения матчей (городской стадион вошёл в список объектов для реконструкции к чемпионату мира 2018 года).
Неофициальная — отказ клубу в спонсорской помощи и невозможность финансирования в необходимых для выступления в ПФЛ объёмах из муниципального бюджета, при этом представителями городской администрации на пресс-конференции, посвящённой снятию команды с Первенства ПФЛ, было заявлено, что «планы возродить клуб в профессиональном статусе существуют».

Эмблема клуба в 2019—2022

В чемпионате Астраханской области 2016 года играла команда «Астрахань-2», а 2017 и 2018 годов — «Астрахань». 8 апреля 2017 года РФС исключил ФК «Астрахань» из своих рядов.
В 2017 году ФК «Астрахань» был заявлен в зону «ЮФО/СКФО» Третьего дивизиона, по итогам сезона клуб занял 8-е место (из 9). В следующем году снялся перед началом соревнований, а в 2019 году участвовал в Кубке СКФО, где занял последнее, 4-е место. В 2021 году команда СК «Астрахань» играла в южной зоне первенства III дивизиона, снялась по ходу турнира (в СМИ также фигурирует как футбольный клуб «Астрахань»).
В 2023 году клуб получил аттестат ФНЛ для участия в переходном сезоне 2023 года во Второй лиге, Дивизион «Б». Там же продолжил выступать и в сезоне 2024 года.

## Цвета клуба
| Жёлтый | Чёрный | Красный |

## Достижения
- Чемпион Астраханской области (18): 1949 (весна), 1949 (осень), 1964, 1974, 1976, 1978, 1979, 1980, 1981, 1982, 1984, 1985, 1987, 1994, 1995, 1996, 2009, 2022.
- Обладатель Кубка Астраханской области (17): 1950, 1964, 1965, 1968, 1969, 1971, 1972, 1974, 1977, 1981, 1984, 1986, 1989, 1990, 1994, 1996, 1997.
- Чемпион города Астрахани (13): 1950, 1969, 1971, 1972, 1973, 1974, 1980, 1981, 1982, 1983, 1984, 1985, 1989.
- Обладатель Кубка города Астрахани (20): 1964, 1966, 1968, 1971, 1972, 1973, 1974, 1975, 1979, 1983, 1984, 1985, 1986, 1987, 1992, 1993, 1994, 1995, 1996, 1997.
- Чемпион зимнего Первенства Астрахани (11): 1964, 1972, 1974, 1976, 1982, 1985, 1989, 1993, 1994, 1996, 1997.
- Победитель 15-го турнира памяти А. В. Тавельского: 1987.
- Победитель открытого первенства Туапсинского района: 1990.
- Обладатель Кубка Северного Кавказа: 1991.
- Обладатель Кубка зоны «Юг»: 1998.
- Полуфиналист Кубка РСФСР среди КФК: 1991.
- Серебряный призёр первенства РСФСР среди КФК: 1988.
- Победитель первенства России среди КФК: 1997.

Самый лучший результат в первенстве страны: 4 место во Втором дивизионе, зона «Юг» (2010), 2012/13
Самый лучший результат в Кубке страны: 1/16 финала Кубка России — 2012/13.
Самые крупные победы:
в первенстве РСФСР среди КФК — 12:1 Электрон (Учкинен), 1988;
в первенстве России среди КФК — 15:0 Домбай (Карачаевск), 1997;
в чемпионате России — 8:0 Локомотив-Тайм (Минеральные Воды), 2001;
в Кубке РСФСР среди КФК — 6:0 Метеор (Капустин Яр), 1957;
в Кубке России среди КФК — 8:1 Волгарь-Газпром-2 (Астрахань), 1997;
в Кубке России — 2:0 Нарт (Нарткала), 2000/01.
Самые крупные поражения:
в первенстве РСФСР среди КФК — 0:3 Сигнал (Изобильный), 1988; Темп (Иркаглы), 1990; Спартак (Пенза), 1991;
в первенстве России среди КФК — 0:8 Москабельмет (Москва) 1999;
в чемпионате России — 0:8 Олимпия (Волгоград), 2005;
в Кубке РСФСР среди КФК — 0:8 Пищевик (Астрахань), 1955;
в Кубке России среди КФК — 0:3 Колос (Покровское), 1997;
в Кубке России — 0:3 Динамо (Махачкала), 2002/03.
Наибольшее количество игр за клуб провёл: Вардан Григорян — 293 игры (281 игр в первенстве России и 12 игр в Кубке России).
Лучший бомбардир клуба (КФК + чемпионаты России): Александр Бочарников — 55 мячей
Лучший бомбардир клуба в чемпионатах России: Сергей Гриненко — 41 мяч (40 мячей в первенстве России и 1 мяч в Кубке России).
Лучший бомбардир клуба за сезон: Михаил Бирюков — 19 мячей (сезон 2011/2012 г.г.).

## Статистика выступлений
В союзное время команда принимала участие в Чемпионате (в 1988—1991 годах) и Кубке (в 1962, 1964, 1965, 1973, 1975, 1990 годах) РСФСР среди команд КФК, Кубке СССР среди команд КФК (в 1991 году).
| Сезон   | Первенство                                | Первенство                                | Первенство                                | Первенство                                  | Кубок                            | Примечания                    |                             |                             |
| Сезон   | Лига/дивизион                             | Зона/этап                                 | Зона/этап                                 | Место                                       | Кубок                            | Примечания                    |                             |                             |
| ------- | ----------------------------------------- | ----------------------------------------- | ----------------------------------------- | ------------------------------------------- | -------------------------------- | ----------------------------- | --------------------------- | --------------------------- |
| 1992    | КФК России                                | зона «Поволжье»                           | зона «Поволжье»                           | 4 из 9                                      | —                                |                               |                             |                             |
| 1993    | КФК России                                | зона «Поволжье»                           | зона «Поволжье»                           | 7 из 12                                     | финал кубка зоны «Юг» КФК        |                               |                             |                             |
| 1994    | КФК России                                | зона «Поволжье»                           | зона «Поволжье»                           | 2 из 9                                      | —                                |                               |                             |                             |
| 1994    | КФК России                                | Финал                                     | Финал                                     | 5 из 5 (групп.)                             | —                                |                               |                             |                             |
| 1995    | КФК России                                | зона «Юг»                                 | 1-й этап (областные соревнования)         | 1 из 15 (чемпионат Астраханской области)    | финал кубка Астраханской области | «Динамо» Астрахань — 2:3, 2:0 |                             |                             |
| 1995    | КФК России                                | зона «Юг»                                 | 2-й этап, Астрахань                       | объявлен победителем (неявка других команд) | 1/4 — 7-я зона КФК               |                               |                             |                             |
| 1995    | КФК России                                | зона «Юг»                                 | 3-й этап (финал), Азов                    | неявка                                      | —                                |                               |                             |                             |
| 1995    | КФК России                                | Финальный турнир                          | Финальный турнир                          | 3 из 5 (групп.)                             | —                                |                               |                             |                             |
| 1996    | КФК России                                | зона «Юг»                                 | зона «Юг»                                 | 4 из 9                                      | —                                |                               |                             |                             |
| 1997    | КФК России                                | зона «Юг»                                 | зона «Юг»                                 | 1 из 12                                     | финал кубка зоны «Юг» КФК        |                               |                             |                             |
| 1997    | КФК России                                | Финальный турнир                          | Финальный турнир                          | 5 из 5 (групп.)                             | —                                |                               |                             |                             |
| 1998    | КФК России                                | зона «Юг»                                 | зона «Юг»                                 | 3 из 13                                     | —                                |                               |                             |                             |
| 1999    | КФК России                                | зона «Юг»                                 | зона «Юг»                                 | 3 из 16                                     | —                                | Выход во Второй дивизион      |                             |                             |
| 1999    | КФК России                                | Финальный турнир                          | Финальный турнир                          | 5 из 6 (групп.)                             | —                                | Выход во Второй дивизион      |                             |                             |
| 2000    | Второй дивизион/Первенство ПФЛ, зона «Юг» | Второй дивизион/Первенство ПФЛ, зона «Юг» | Второй дивизион/Первенство ПФЛ, зона «Юг» | 11 из 20                                    | 1/32                             |                               |                             |                             |
| 2001    | Второй дивизион/Первенство ПФЛ, зона «Юг» | Второй дивизион/Первенство ПФЛ, зона «Юг» | Второй дивизион/Первенство ПФЛ, зона «Юг» | 10 из 20                                    | 1/256                            |                               |                             |                             |
| 2002    | Второй дивизион/Первенство ПФЛ, зона «Юг» | Второй дивизион/Первенство ПФЛ, зона «Юг» | Второй дивизион/Первенство ПФЛ, зона «Юг» | 14 из 21                                    | 1/256                            |                               |                             |                             |
| 2003    | Второй дивизион/Первенство ПФЛ, зона «Юг» | Второй дивизион/Первенство ПФЛ, зона «Юг» | Второй дивизион/Первенство ПФЛ, зона «Юг» | 17 из 20                                    | 1/256                            |                               |                             |                             |
| 2004    | Второй дивизион/Первенство ПФЛ, зона «Юг» | Второй дивизион/Первенство ПФЛ, зона «Юг» | Второй дивизион/Первенство ПФЛ, зона «Юг» | 14 из 17                                    | 1/256                            |                               |                             |                             |
| 2005    | Второй дивизион/Первенство ПФЛ, зона «Юг» | Второй дивизион/Первенство ПФЛ, зона «Юг» | Второй дивизион/Первенство ПФЛ, зона «Юг» | 12 из 13                                    | 1/256                            |                               |                             |                             |
| 2006    | Второй дивизион/Первенство ПФЛ, зона «Юг» | Второй дивизион/Первенство ПФЛ, зона «Юг» | Второй дивизион/Первенство ПФЛ, зона «Юг» | 16 из 17                                    | 1/256                            |                               |                             |                             |
| 2007    | Второй дивизион/Первенство ПФЛ, зона «Юг» | Второй дивизион/Первенство ПФЛ, зона «Юг» | Второй дивизион/Первенство ПФЛ, зона «Юг» | 11 из 15                                    | 1/256                            |                               |                             |                             |
| 2008    | Второй дивизион/Первенство ПФЛ, зона «Юг» | Второй дивизион/Первенство ПФЛ, зона «Юг» | Второй дивизион/Первенство ПФЛ, зона «Юг» | 14 из 18                                    | 1/256                            |                               |                             |                             |
| 2009    | Второй дивизион/Первенство ПФЛ, зона «Юг» | Второй дивизион/Первенство ПФЛ, зона «Юг» | Второй дивизион/Первенство ПФЛ, зона «Юг» | 10 из 18                                    | 1/256                            |                               |                             |                             |
| 2010    | Второй дивизион/Первенство ПФЛ, зона «Юг» | Второй дивизион/Первенство ПФЛ, зона «Юг» | Второй дивизион/Первенство ПФЛ, зона «Юг» | 4 из 17                                     | 1/64                             |                               |                             |                             |
| 2011/12 | Второй дивизион/Первенство ПФЛ, зона «Юг» | Второй дивизион/Первенство ПФЛ, зона «Юг» | Второй дивизион/Первенство ПФЛ, зона «Юг» | 6 из 18                                     | 1/64                             |                               |                             |                             |
| 2012/13 | Второй дивизион/Первенство ПФЛ, зона «Юг» | Второй дивизион/Первенство ПФЛ, зона «Юг» | Второй дивизион/Первенство ПФЛ, зона «Юг» | 4 из 17                                     | 1/16                             |                               |                             |                             |
| 2013/14 | Второй дивизион/Первенство ПФЛ, зона «Юг» | Второй дивизион/Первенство ПФЛ, зона «Юг» | Второй дивизион/Первенство ПФЛ, зона «Юг» | 7 из 18                                     | 1/128                            |                               |                             |                             |
| 2014/15 |                                           |                                           | 1 этап, группа 2                          | 11 из 11                                    | 1/32                             |                               |                             |                             |
| 2014/15 | 2 этап, группа В                          | 3 из 6                                    |                                           |                                             | 1/32                             |                               |                             |                             |
| 2014/15 | итог                                      | 15 из 18                                  |                                           |                                             | 1/32                             |                               |                             |                             |
| 2015/16 |                                           |                                           |                                           | 13 из 14                                    | 1/128                            |                               |                             |                             |
| 2017    | Третий дивизион, зона «ЮФО/СКФО»          | Третий дивизион, зона «ЮФО/СКФО»          | Третий дивизион, зона «ЮФО/СКФО»          | 8 из 9                                      |                                  |                               |                             |                             |
| 2018    | Третий дивизион, зона «ЮФО/СКФО»          | Третий дивизион, зона «ЮФО/СКФО»          | Третий дивизион, зона «ЮФО/СКФО»          | снялся перед началом сезона                 | снялся перед началом сезона      | снялся перед началом сезона   | снялся перед началом сезона | снялся перед началом сезона |
| 2019    | Третий дивизион, зона «ЮФО/СКФО»          | Третий дивизион, зона «ЮФО/СКФО»          | Третий дивизион, зона «ЮФО/СКФО»          | не участвовал                               | 4 из 4                           |                               |                             |                             |
| 2020    | Третий дивизион, зона «ЮФО/СКФО»          | Третий дивизион, зона «ЮФО/СКФО»          | Третий дивизион, зона «ЮФО/СКФО»          | не участвовал                               | не участвовал                    | не участвовал                 | не участвовал               | не участвовал               |
| 2021    | Третий дивизион, зона «ЮФО/СКФО»          | Третий дивизион, зона «ЮФО/СКФО»          | Третий дивизион, зона «ЮФО/СКФО»          | снялся по ходу сезона                       | —                                |                               |                             |                             |
| 2022    | Третий дивизион, зона «ЮФО/СКФО»          | Третий дивизион, зона «ЮФО/СКФО»          | Третий дивизион, зона «ЮФО/СКФО»          | 3 из 9                                      | —                                |                               |                             |                             |
| 2023    | Вторая лига, дивизион «Б», группа 1       | Вторая лига, дивизион «Б», группа 1       | Вторая лига, дивизион «Б», группа 1       | 5 из 14                                     | 2-й раунд пути регионов          |                               |                             |                             |
| 2024    | Вторая лига, дивизион «Б», группа 1       | Вторая лига, дивизион «Б», группа 1       | Вторая лига, дивизион «Б», группа 1       | 8 из 17                                     | 3-й раунд пути регионов          |                               |                             |                             |

## Главные тренеры
- Колосов, Александр Иванович (1988—2005)
- Комаров, Вадим Алексеевич (2005 — сентябрь 2007)
- Перевертайло, Евгений Николаевич (2007—2008)
- Попков, Сергей Николаевич (2009)
- Гусев, Павел Пантелеевич (2010 — сентябрь 2011)
- Нененко, Валерий Георгиевич (2011 — июнь 2012)
- Степанян, Калин Ервандович (июнь 2012—2014)
- Иванов, Лев Викторович (2015, по июнь)
- Гунько, Сергей Валентинович (июль 2015 — май 2016)
- Попков, Сергей Николаевич (июнь — июль 2016)
- Потапов, Максим Александрович (2019—2021)
- Петренко, Дмитрий Александрович (2022 — июнь 2023)
- Куликов, Артём Анатольевич (июнь 2023 — октябрь 2024)
- Зыкин, Андрей Андреевич (октябрь 2024 — декабрь 2024)
- Бабаян, Андраник Александрович (3 декабря 2024 — н. в.)